# 金鐘獎商品類廣告獎
廣播金鐘獎商品類廣告獎是由文化部影視及流行音樂產業局在臺灣舉辦的現行頒發獎項。

## 歷屆得獎暨入圍名單
|  | 獲獎者 |

### 商品類廣告獎（第38屆～至今）
| 年度 （屆數）   | 廣播作品                                                                      |
| --------------- | ----------------------------------------------------------------------------- |
| 2003 （第38屆） | 《噴水雞肉飯》／正聲廣播公司嘉義廣播電台                                      |
| 2003 （第38屆） | 《VS28化粧品--王寶釧篇》／萬世國際股份有限公司─中廣                           |
| 2003 （第38屆） | 《比提六月新娘--婚禮樂曲特輯》／好家庭廣播公司                                |
| 2003 （第38屆） | 《紅旗二鍋頭》／中國廣播公司新竹廣播電台                                      |
| 2003 （第38屆） | 《普瓏茶--打錯電話篇》／中國廣播公司                                          |
| 2004 （第39屆） | 《母親節系列形象廣告╱全能外婆笨媽媽、另類未婚媽媽、子母蝦情書》／台北愛樂     |
| 2004 （第39屆） | 《Kiss Mall╱上班族篇》／南投廣播電台                                          |
| 2004 （第39屆） | 《一誠眼鏡行╱看錯了篇》／正聲宜蘭台                                           |
| 2004 （第39屆） | 《新竹商銀形象╱落葉步道》／竹科廣播電台                                       |
| 2004 （第39屆） | 《夜宿海生館系列廣告╱元旦篇、寒假篇、睡覺篇、小白鯨篇、鯨鯊篇》／城市廣播電台 |
| 2005 （第40屆） | 《晶晶幼稚園-最後比較好篇》／大眾廣播股份有限公司                             |
| 2005 （第40屆） | 《珠美服裝-寫日記篇》／好家庭廣播股份有限公司                                 |
| 2005 （第40屆） | 《阿本羊肉爐》／正聲廣播股份有限公司雲林廣播電臺                              |
| 2006 （第41屆） | 《大山無價飲食空間：背叛篇》／正聲廣播股份有限公司宜蘭廣播電台                |
| 2006 （第41屆） | 《正忠排骨飯：天天好夥伴篇》／大眾廣播股份有限公司                            |
| 2006 （第41屆） | 《帝王食補薑母鴨》／正聲廣播股份有限公司嘉義廣播電台                          |
| 2006 （第41屆） | 《義華卦山燒：憨憨篇》／好家庭廣播股份有限公司                                |
| 2007 （第42屆） | 從缺                                                                          |
| 2008 （第43屆） | 《大元機車行－小黑篇》／灰姑娘音樂製作有限公司                                |
| 2008 （第43屆） | 《YAMAHA形象廣告－沒有車門，更好動》／灰姑娘音樂製作有限公司                  |
| 2008 （第43屆） | 《中興米－新廠祈願篇》／城市廣播股份有限公司                                  |
| 2008 （第43屆） | 《美利達自行車－剛剛好相遇篇》／城市廣播股份有限公司                          |
| 2009 （第44屆） | 《八錢鍋物料理－真相篇》／好家庭廣播股份有限公司                              |
| 2009 （第44屆） | 《百年郭元益－戀戀台灣情篇》／正聲廣播股份有限公司臺北廣播電臺                |
| 2009 （第44屆） | 《莎娜內衣－狼來了篇》／王子音樂出版社                                        |
| 2009 （第44屆） | 《斯比亞咖啡－彩虹篇》／好家庭廣播股份有限公司                                |
| 2009 （第44屆） | 《學音樂，真好!》／正聲廣播股份有限公司雲林廣播電台                           |
| 2010 （第45屆） | 《仁愛眼鏡－早上七點篇》／城市廣播股份有限公司                                |
| 2010 （第45屆） | 《分享咖啡－分享生活喜悅篇》／灰姑娘音樂製作有限公司                          |
| 2010 （第45屆） | 《仁愛眼鏡－滑溜篇》／城市廣播股份有限公司                                    |
| 2010 （第45屆） | 《莊家牛肉麵》／灰姑娘音樂製作有限公司                                        |
| 2010 （第45屆） | 《遠東有機綠藻A++「藻」知道就好了篇》／正聲廣播股份有限公司臺中廣播電臺       |
| 2011 （第46屆） | 《觀音山金寶塔》／灰姑娘音樂製作有限公司                                      |
| 2011 （第46屆） | 《久窩日式創意串燒—久窩問答篇》／亞洲廣播股份有限公司                         |
| 2011 （第46屆） | 《台北魚市—新臥冰求魚篇》／正聲廣播股份有限公司臺北調頻廣播電臺               |
| 2011 （第46屆） | 《地標髮型》／王子音樂出版社                                                  |
| 2011 （第46屆） | 《費加洛婚禮—錯過篇》／城市廣播股份有限公司                                   |
| 2012 （第47屆） | 《吳鳳科技大學—出草篇》／正聲廣播股份有限公司嘉義廣播電臺                     |
| 2012 （第47屆） | 《文華乾洗—下一站幸福篇》／大眾廣播股份有限公司                               |
| 2012 （第47屆） | 《易解霉—貓吃鹹魚腳臭篇》／正聲廣播股份有限公司臺北調頻廣播電臺               |
| 2012 （第47屆） | 《莎士比亞攝影館—中國四大美女篇》／灰姑娘音樂製作有限公司                     |
| 2012 （第47屆） | 《強打者棒壘球練習廣場—打擊壓力篇》／灰姑娘音樂製作有限公司                   |
| 2013 （第48屆） | 《桑馬克隔熱紙—德古拉的自白》／財團法人健康傳播事業基金會                     |
| 2013 （第48屆） | 《九八新聞台美味關係—98中國餐桌系列》／台灣全民廣播電台股份有限公司           |
| 2013 （第48屆） | 《太平洋旅行社—一期一會篇》／好家庭廣播股份有限公司                           |
| 2013 （第48屆） | 《正達生技—江山美人篇》／正聲廣播股份有限公司臺北調頻廣播電臺                 |
| 2013 （第48屆） | 《復興航空—展心篇》／財團法人中央廣播電臺                                     |
| 2014 （第49屆） | 《1111人力銀行 電話語音篇》／晴天廣告有限公司                                 |
| 2014 （第49屆） | 《Dyson地板吸塵器–呼吸法篇》／台灣全民廣播電台股份有限公司                    |
| 2014 （第49屆） | 《Lifeway發熱衣 蝙蝠俠篇》／中國廣播股份有限公司                              |
| 2014 （第49屆） | 《中聯發電器–愛樂篇》／好家庭廣播股份有限公司                                 |
| 2015 （第50屆） | 《元大廚具–男人篇》／城市廣播股份有限公司                                     |
| 2015 （第50屆） | 《1111人力銀行–說文解字篇》／晴天廣告有限公司                                 |
| 2015 （第50屆） | 《正達生技–益視明》／正聲廣播股份有限公司臺北廣播電臺                         |
| 2015 （第50屆） | 《奇美公路飯店–滷肉飯篇》／好家庭廣播股份有限公司                             |
| 2015 （第50屆） | 《羅布森–鋼琴篇》／好家庭廣播股份有限公司                                     |
| 2016 （第51屆） | 《HP筆電–黃子佼篇》／晴天整合行銷有限公司                                     |
| 2016 （第51屆） | 《山進電子二波段數位收音機–夜市叫賣篇》／自由之聲廣播電台股份有限公司         |
| 2016 （第51屆） | 《好物市集母親節–媽媽存在感篇》／新傳媒股份有限公司                           |
| 2017 （第52屆） | 《HP印表機耗材黃子佼篇》／晴天整合行銷有限公司                                |
| 2017 （第52屆） | 《好物市集母親節－文學媽媽篇》／新傳媒股份有限公司                            |
| 2017 （第52屆） | 《老莊牛肉麵》／灰姑娘音樂製作有限公司                                        |
| 2017 （第52屆） | 《老楊方城市觀光工廠-男人獨白篇》／城市廣播股份有限公司                       |
| 2017 （第52屆） | 《鋼琴篇》／中國廣播股份有限公司臺北總台                                      |
| 2018 （第53屆） | 《好物市集-我的百變馬麻篇》／新傳媒股份有限公司                               |
| 2018 （第53屆） | 《巧時代衛浴-信心之路篇》／好家庭廣播股份有限公司                             |
| 2018 （第53屆） | 《麥茵茲美形診所淨膚雷射-艾瑪斑馬篇》／中國廣播股份有限公司                   |
| 2018 （第53屆） | 《新光三越-週年慶RAP篇》／全國廣播股份有限公司                                |
| 2018 （第53屆） | 《詩蘭慕-牙醫師篇》／好家庭廣播股份有限公司                                   |
| 2019 （第54屆） | 《大昌樂器行-情緒篇》／王子音樂出版社                                         |
| 2019 （第54屆） | 《山進收音機-小偷篇》／曾文溪廣播電台股份有限公司                             |
| 2019 （第54屆） | 《好物市集-我媽啦啦隊篇》／新傳媒股份有限公司                                 |
| 2019 （第54屆） | 《億進寢具-勾踐篇》／王子音樂出版社                                           |
| 2019 （第54屆） | 《聽覺記憶》／城市廣播股份有限公司                                            |
| 2020 （第55屆） | 《昇達輪胎無所不在 一路向前守護全台》／正聲廣播股份有限公司臺北廣播電臺       |
| 2020 （第55屆） | 《床的世界-上床篇》／灰姑娘音樂製作有限公司                                   |
| 2020 （第55屆） | 《高雄觀音山金寶塔-阿兄篇》／王子音樂出版社                                   |
| 2020 （第55屆） | 《搶銀行篇》／環球七福廣告有限公司                                            |
| 2020 （第55屆） | 《擠身上流篇》／財團法人台北勞工教育電台基金會                                |
| 2021 （第56屆） | 《販奇網—喜歡的蛋糕篇》／全國廣播股份有限公司                                 |
| 2021 （第56屆） | 《科博館—科學節RAP篇》／全國廣播股份有限公司                                  |
| 2021 （第56屆） | 《桂冠—好好說頓飯—便當篇》／環球七福廣告有限公司                              |
| 2021 （第56屆） | 《張佑全小朋友》／正聲廣播股份有限公司                                        |
| 2021 （第56屆） | 《喜年來蛋捲—想念的滋味篇》／中國廣播股份有限公司                             |
| 2022 （第57屆） | 《和泰集團yoxi車隊－前進篇》／環球七福廣告有限公司                            |
| 2022 （第57屆） | 《Chill愛藍眼淚篇》／全國廣播股份有限公司                                     |
| 2022 （第57屆） | 《泓電樓梯升降椅-家人的節奏篇》／好家庭廣播股份有限公司                       |
| 2022 （第57屆） | 《高陽明眼鏡-空城計篇》／灰姑娘音樂製作有限公司                               |
| 2022 （第57屆） | 《觀音山金寶塔-黑白來篇》／王子音樂出版社                                     |
| 2023 （第58屆） | 《眠豆腐-搶沙發篇》／聲聲入耳股份有限公司                                     |
| 2023 （第58屆） | 《iBreeze 環境淨化機 母愛篇 廣告》／環宇廣播事業股份有限公司                  |
| 2023 （第58屆） | 《大象山堅果-老王涮嘴篇》／中國廣播股份有限公司                               |
| 2023 （第58屆） | 《老莊麵館-老莊篇》／灰姑娘音樂製作有限公司                                   |
| 2023 （第58屆） | 《維夫拉克電子鎖-開啟智慧之門篇》／好家庭廣播股份有限公司                     |
| 2024 （第59屆） | 《有春茶館—夏天流浪到有春篇》／好家庭藝術股份有限公司                         |
| 2024 （第59屆） | 《巧時代衛浴—男人的自癒時光篇》／財團法人台北勞工教育電台基金會               |
| 2024 （第59屆） | 《桂冠—好好說頓飯—中心點篇》／環球七福廣告有限公司                            |
| 2024 （第59屆） | 《隱形的家人》／正聲廣播股份有限公司                                          |
| 2025 （第60屆） |                                                                               |
|                 |                                                                               |
|                 |                                                                               |
|                 |                                                                               |
|                 |                                                                               |

## 外部連結
- 廣播電視金鐘獎官方網站 （页面存档备份，存于）
- 歷屆廣播金鐘獎得獎入圍名單 （页面存档备份，存于），文化部影視及流行音樂產業局